# IC 2290
IC 2290 је елиптична галаксија у сазвјежђу Рак која се налази на листи објеката дубоког неба у Индекс каталогу.
Деклинација објекта је + 19° 18' 49" а ректасцензија 8h 19m 15,7s. Привидна величина (магнитуда) објекта IC 2290 износи 14,3 а фотографска магнитуда 15,3. IC 2290 је још познат и под ознакама CGCG 88-59, CGCG 89-1, KARA 241, PGC 23334.